# Trinet et Trinette
Trinet et Trinette est une série de bande dessinée franco-belge d'aventures créée par le Belge Jijé. Ses deux récits ont été publiés de 1939 à 1941 dans l'hebdomadaire jeunesse Spirou.

## Publications

### Périodiques
- Le Mystère de la clef hindoue, dans Spirou no 14/39 à 45/39, 1939.
- Trinet et Trinette dans l'Himalaya, dans Spirou no 46/39 à 19/40 et 46/40 à 17/41, 1940-1941.
- Du sang sur la neige, dans Spirou no 18/41 à 23/41, 1941.

### Albums
- Trinet et Trinette dans l'Himalaya (couverture d'Yves Chaland), Magic Strip, 1984  (ISBN 2-8035-0089-2).
- Trinet et Trinette dans l'Himalaya, dans Tout Jijé t. 16 : 1938-1940, Dupuis, 2001.
- Du sang sur la neige, dans Tout Jijé t. 17 : 1951-1952, Dupuis, 2004.